# Дания на «Евровидении-1999»
Дания принимала участие в сорок пятом выпуске телевизионного конкурса Евровидение-1999, который состоялся 29 мая в Иерусалиме, Израиль. Страна вернулась после вынужденного годового перерыва, связанного с низким средним баллом по итогам предыдущих пяти конкурсов. Данию представляли Трине Йепсен и Микаэль Тешль с песней This Time I Mean It, написанной Эббе Равном. По итогам голосования они заняли восьмое место из 23, набрав 71 балл, разделив данный результат с Нидерландами. Благодаря этому, Дании удалось пройти квалификацию на участие в следующем выпуске. Поэтому, This Time I Mean It стала предшественницей датской заявки, победившей на Евровидение-2000 Fly on the Wings of Love в исполнении Olsen Brothers. Конкурс был показан Датским радио на канале DR1 с комментариями Келда Хейка. Глашатаем, объявлявшим очки датских телезрителей, была участница группы Hot Eyes, трёхкратных участников Евровидения (1984, 1985 и 1988) Кирстен Сигаард.

## Предыстория
К моменту своего участия в конкурсе Дания участвовала на Евровидении 28 раз, начиная с 1957 года. За это время страна выигрывала лишь однажды: в 1963 году с песней Dansevise в исполнении Греты и Йоргена Ингманн. Дания также организовывала конкурс однажды: в 1964 году в концертном зале Тиволи в Копенгагене. С 1967 по 1977 годы страна не участвовала на Евровидение по причине изменения политики руководства Датского радио. После возвращения в 1978 году Дания пропускала конкурс трижды: в 1994, 1996 и 1998 годах. На Евровидение-1997 Кёлиг Кай с песней Stemmen i mit liv занял 16-е место.

## До «Евровидения»

### Dansk Melodi Grand Prix 1999
Начиная с 1957 года датская телекомпания Датское радио (DR) отвечает за организацию отбора заявки на Евровидение и дальнейшую трансляцию конкурса. Традиционно все заявки DR отбирала путём организации национального финала под названием Dansk Melodi Grand Prix с участием нескольких артистов и песен. Тридцатый выпуск Dansk Melodi Grand Prix 1999 состоялся 13 марта в студии 3 DR в Копенгагене. Ведущим был Келд Хейк, который представил отбор в специальном выпуске своей программы Musikbutikken (с дат. — «Музыкальный бутик») на канале DR1. В отличие от предыдущих лет, когда любой желающий мог подать заявку на участие в Dansk Melodi Grand Prix, руководство DR пригласило пять наиболее значимых композиторов для предоставления ими своих произведений. Исполнители были выбраны путём консультаций с композиторами. Таким образом, только пять песен было представлено во время финала, а победитель определялся путём комбинации голосов жюри (20 %) и телезрителей из четырёх регионов Дании (80 %). Среди членов жюри были представитель Дании на Евровидение-1987 Анн-Катрин Хердорф, представитель Дании на Евровидение-1991 Андерс Франдсен и победительница от Швеции на Евровидение-1991 Карола Хеггквист.
| Порядковый номер | Исполнитель                  | Название песни     | Автор(ы)                          | Жюри | Телезрители | Всего | Место |
| ---------------- | ---------------------------- | ------------------ | --------------------------------- | ---- | ----------- | ----- | ----- |
| 1                | Стин Финдсен                 | Flammer under vand | Сёрен Бундгаард                   | 10   | 32          | 42    | 3     |
| 2                | Clark Best                   | Kys mig i nat      | Томас Негрейн                     | 8    | 22          | 30    | 4     |
| 3                | Якоб Хаугаард                | 3 x euro           | Микаэль Хардингер, Расмус Швенгер | 4    | 40          | 44    | 2     |
| 4                | Трине Йепсен и Микаэль Тешль | Denne gang         | Эббе Равн                         | 12   | 48          | 60    | 1     |
| 5                | Сьюзан Маркуссен             | To hjerter         | Сьюзан Маркуссен, Тамра Росанс    | 6    | 18          | 24    | 5     |

## На «Евровидении»
Согласно правилам, введённым Европейским вещательным союзом в 1997 году, к участию на Евровидение допускаются страна-победительница предыдущего выпуска, страны с самым высоким средним баллом за предыдущие пять лет и те страны, которые не участвовали в прошлом выпуске, но транслировали его, т. н. «пассивные участники». Как пассивный участник 1998 года Дания была допущена к участию. 17 ноября 1998 года была проведена жеребьёвка относительно очерёдности выступлений, и Дания выступила под номером 9, между Норвегией и Францией. Специально для Евровидения победившая в Dansk Melodi Grand Prix композиция Denne gang была переведена на английский язык под названием This Time I Mean It. Данный способ будет использоваться вплоть до 2005 года, когда DR отменит прежнее правило об обязательном использовании датского языка. Йепсен и Тешль заняли восьмое место из 23, набрав 71 балл, разделив данный результат с Нидерландами. Благодаря этому, Дании удалось пройти квалификацию на участие в следующем выпуске. 12 баллов датские телезрители присудили Исландии.

### Голосование
| Очки      | Страна                                          |
| --------- | ----------------------------------------------- |
| 12 баллов | - Исландия                                      |
| 10 баллов |                                                 |
| 8 баллов  | - Кипр - Швеция                                 |
| 7 баллов  | - Ирландия                                      |
| 6 баллов  | - Эстония                                       |
| 5 баллов  | - Австрия - Великобритания - Испания - Словения |
| 4 балла   | - Мальта                                        |
| 3 балла   | - Португалия                                    |
| 2 балла   | - Израиль                                       |
| 1 балл    | - Польша                                        |

| Очки      | Страна               |
| --------- | -------------------- |
| 12 баллов | Исландия             |
| 10 баллов | Швеция               |
| 8 баллов  | Босния и Герцеговина |
| 7 баллов  | Нидерланды           |
| 6 баллов  | Норвегия             |
| 5 баллов  | Германия             |
| 4 балла   | Эстония              |
| 3 балла   | Австрия              |
| 2 балла   | Израиль              |
| 1 балл    | Великобритания       |